# Vlodko Kaufman
Vlodko (Vladimir) Kaufman (en ucraniano: Влодко (Володимир) Кауфман, romanización Vlodko (Volodimir) Kaufman; nacido el 2 de marzo de 1957 en Karagandá) es un artista ucraniano de ascendencia alemana, pintor, artista gráfico, artista de performance, comisario de arte, autor de muchos proyectos artísticos y participante en exposiciones individuales y colectivas.

## Biografía
Vlodko Kaufman nació el 2 de marzo de 1957 en Karagandá, RSS de Kazajistán, Unión Soviética (actualmente Kazajistán).
En 1974, siguiendo el consejo de su maestro de la escuela de arte, se mudó a Leópolis e ingresó en la Facultad de Artes Decorativas y Aplicadas Ivan Trush. Se graduó en 1978 y continuó los estudios en Facultad de Arquitectura del Instituto Politécnico de Leópolis, donde estudió entre 1978 y 1980. Estuvo bajo vigilancia de la KGB entre 1976 y 1978 por su participación activa en las «exposiciones en apartamentos», teniendo que mudarse de Leópolis, RSS de Ucrania, al óblast de Leningrado, RSFS de Rusia, donde vivió entre 1980 y 1984. Posteriormente, Kaufman regresó a Leópolis.
En 1986 dio su primera actuación, en la inauguración del grupo de arte Shliaj («El camino») en Lublin. El mismo año recibió el primer premio de la Galería de Arte de Leópolis por el cuadro Osіnnі szustrіchі («Reuniones de otoño»). Trabajó como artista en el teatro de variedades Ne zhuris! («¡No estés triste!») en 1988. 
Entre 1991 y 1993 dejó de dibujar por completo.
Kaufman es cofundador de importantes instituciones de arte de Leópolis: entre 1989 y 1993 fue miembro grupo de arte Shliaj («El camino»), en 1993 cofundó la asociación de arte Dzyga (de la que fue director artístico) y en 2007 cofundó el Instituto de Arte Contemporáneo (que organizó la Semana de Arte Contemporáneo y los Días de Arte Performance en Leópolis).
Kaufman es autor de numerosas exposiciones, espectáculos teatrales y proyectos en Ucrania y otros países. Ha realizado varios proyectos teatrales junto a su esposa, Natalka Shimin, escenógrafa y diseñadora textil y de vestuario.

## Trabajos

### Proyectos personales
- Listi do Szemlian, abo Vosma Pechat («Cartas a los terrícolas, o el Octavo Sello») (1993), happening, Galería de Arte de Leópolis[6]
- Neszbagnenna ruinatsіia («Destrucción insondable») (1993), exposición e instalación, Galería de Arte de Leópolis
- Dszerkalni korop («Carpa de espejo») (1994), happening (transformación), parque Sznesіnnia (Leópolis)
- Den narodzhenni («Cumpleaños») (1994), happening, torre de la Pólvora (Leópolis)
- Їzha («Comida») (1995), performance, estudio de arte de Emmanuel Mysko (Leópolis)
- Komedіia ekstaszu («Comedia del éxtasis») (1995), performance, Centro Cultural y Artístico Dzyga (Leópolis)
- Klub-kav’iarnia "Vavіlon JJ…" («Club-café "Babilon XX…"») (1996), kitsch, centro de cine Ucrania (Leópolis)
- Retrospektsіia («Retrospección») (1996), performance e instalación, Centro Cultural y Artístico Dzyga (Leópolis)
- Versії napovnennia («Versiones de relleno») (1997), instalación, Centro Cultural y Artístico Dzyga (Leópolis)
- Povernennia Іkara («El regreso de Ícaro») (1998), mezcla artística, Centro Cultural y Artístico Dzyga (Leópolis)
- Shchodennik («Diario») (1998), con Natalka Shimin, performance e instalación, Centro Cultural y Artístico Dzyga (Leópolis)
- Chas-konstanta. Vіdeo І («Constante de tiempo. Vídeo I») (1999), Centro Cultural y Artístico Dzyga (Leópolis)
- Second Hand (sz drugij ruk). Vіdeo ІІ («Segunda mano. Vídeo II») (2000), Centro Cultural y Artístico Dzyga (Leópolis)
- Lapannia chasu. Vіdeo ІІІ («Capturando el tiempo. Vídeo III») (2000), Centro Cultural y Artístico Dzyga (Leópolis)
- Tse shche ne svoboda… («Esto aún no es libertad…») (2001), arte provocativo en las calles de Leópolis; vídeo, Centro Cultural y Artístico Dzyga (Leópolis)
- Dszerkalni jrest («Cruz de espejo») (2001), exposición e instalación, Centro Cultural y Artístico Dzyga (Leópolis)
- І ti Brun… («Y tú Bruno…») (2001), exposición e instalación, Centro Cultural y Artístico Dzyga (Leópolis)
- Mejanіchna anatomіia szvuku («Anatomía mecánica del sonido») (2002), performance, instalación y objeto, torre de la Pólvora (Leópolis)
- Gra v gru («Jugando el juego») (2002), proyecto de impresión, Centro Cultural y Artístico Dzyga (Leópolis)
- Tejnologіia chuinostі («Tecnología de la sensibilidad») (2002), pintura instalada,  Centro Cultural y Artístico Dzyga (Leópolis) y Sensus (Kiev)
- Vesna besz naszvi («Primavera sin nombre») (2003), actuación y performance, Teatro del Joven Espectador (actual Primer Teatro Ucraniano para Niños y Jóvenes) (Leópolis)
- U fokusі snu («En el foco del sueño») (2003), performance e instalación, club-galería K-11 (Leópolis)
- Pam’iatі Diushampa («En memoria de Duchamp») (2003), performance, club-café Lialka (Leópolis)
- Tsitati dlia gnіszd («Cotizaciones para nidos») (2004), gráficos instalados, objetos y fotos, club-galería K-11 (Kiev); en 2005 se representó en el club-galería Alquimia (Cracovia) y en 2006 en el Centro Cultural y Artístico Dzyga (Leópolis)
- Padіnnia poliotu («Accidente de vuelo») (2004), performance y videoarte, primera parte en el parque Striski (Leópolis), segunda parte en la galería L-art (Kiev); en 2005 se representó en Cracovia
- Utilіszatsіia nostalgії («Utilización de la nostalgia») (2005–2006), instalación pictórica, Centro Cultural y Artístico Dzyga, en la cafetería Pіd klepsidroiu (Leópolis)
- Karpatoroszdіl («División de los Cárpatos») (2007), instalación pictórica, Centro Cultural y Artístico Dzyga (Leópolis)
- Pobutova ekskursіia («Excursión diaria») (2008), performance, parte del proyecto Art-Depo (Leópolis)
- Sviashchenna Poltva («Santa Poltva») (2008), instalación, parte del proyecto Art-Depo (Leópolis)
- Deklaratsіia porozhnechі («Declaración de vacío») (2008), performance, parte del festival GogolFest (Kiev)
- Vistava v godinniku («Actuación en el reloj») (2008), performance y videoarte en el reloj del Ayuntamiento de Drohóbych como parte del III Festival Internacional Bruno Schulz
- B. N. (2008), performance e instalación, Semana de Arte Contemporáneo (Leópolis)[2]
- Shajіvnitsia («Tablero de ajedrez») (2009), performance, parte del proyecto L2 (Lublin) y Semana de Arte Contemporáneo (Leópolis)
- Ptajoterapіia («Terapia con aves») (2009), gráficos instalados, Centro Cultural y Artístico Dzyga (Leópolis)
- Chas ribi («Tiempo de pescado») (2010), performance, festival Shultsfest-2010 (Drohóbych)
- Sproba peredchuttia («Intento de premonición») (2010), instalación, Primer Festival Internacional de Arte Fort. Missia (Popovichi, distrito de Mostysky, óblast de Leópolis)
- B. N. (2010), performance, Semana de Arte Contemporáneo (Leópolis)

### Proyectos colectivos
- Exposiciones colectivas (1989–1993) del grupo de arte Shliaj («El camino») en Leópolis, Járkov, Lublin y Cracovia
- Artista principal en el festival ViViJ-92 («Dislocación-92») (1992, Leópolis)
- Artista principal en el festival Ukraїnska molod — Jristovі («Juventud Ucraniana — Cristo») (1993, Leópolis)
- Artista principal en la gira de música ucraniana contemporánea Svoboda Viboru («Libertad de elección») por toda Ucrania (1994)
- Artista principal en el festival de cultura ucraniana en Przemyśl, Polonia (1995)
- Escenografía, junto con Natalka Shimin, de la producción teatral Apokrifi («Apócrifos») (1996), dirigida por Volodymyr Kuchynskyi, Teatro Les Kurbas (Leópolis)
- Perfosalon («Salón de ponches») (1996), Centro Cultural y Artístico Dzyga (Leópolis)
- Exposición colectiva de artistas de Leópolis (1996) (Viena, Austria)
- Vlasni dosvіd («Experiencia propia») (1996), exposición de pintura (Truskavets)
- Escenografía, junto con Natalka Shimin, Antonina Denisiuc y Serhiy Sinitsyn, de la obra Tretє tisiacholіttia («Tercer milenio») (1997), Palacio de las Artes de Leópolis
- Difraktsіia tekstu («Difracción de texto») (1998), exposición de libros de artistas de toda Ucrania, Centro Cultural y Artístico Dzyga (Leópolis)
- Artista principal en el proyecto de arte internacional Ґrandi Mistetstva («Grandes del arte») (1998–1999), Teatro de Ópera y Ballet de Leópolis
- Prividi іkon - Iekologіia-2003 («Fantasmas de iconos» - «Ecología-2003») (2001), laboratorio de arte, Fábrica Experimental de Cerámica y Escultura (Leópolis)
- Velike Brunove gnіszdo («Gran nido de Bruno»), Pam’iatnik Danilovі Galitskomu («Monumento a Danilovі Galitskomu») y otros (2001), proyecto Novi Noїv kovcheg («Nueva Arca de Noé»), laboratorio de arte de la aldea Sіda (paso de montaña Vyshkovskiy)
- Mіlіtarni sentiment («Sentimiento militar») (2001), instalación, Festival Mova, Centro Cultural y Artístico Dzyga (Leópolis)
- Escenografía de la obra Nash Taras («Nuestras taras») (2003), dirigida por Roman Valko, Teatro Regional de Música y Drama Yuriy Drogóbych (Drohobych)
- Donumenta (2003), festival de cultura ucraniana (Ratisbona, Alemania)
- Escenografía de la obra Art («Arte») (2004), dirigida por Vladym Sikorski, Teatro Dramático Académico Nacional Maria Zankovetska (Leópolis)
- Padіnnia poliotu («Accidente de vuelo») (2004), performance y videoarte, proyecto Utopіia («Utopía»), galería L-art (Kiev)
- Josef Beuys («Josef Boyce») (2005), instalación, proyecto Dіti Boisa («Hijos de Boyce»), Centro Cultural y Artístico Dzyga (Leópolis)
- Paralelі Sznakіv («Paralelos de signos») (2005), instalaciones de Pascua, Centro Cultural y Artístico Dzyga (Leópolis)
- Escenografía de la obra Ukr. shchastia («Felicidad robada») (2005), dirigida por Roman Valko, Teatro del Joven Espectador (actual Primer Teatro Ucraniano para Niños y Jóvenes) (Leópolis)
- Narkіs («Narciso») (2005), espacio artístico dirigido por Volodymyr Kuchynskyi, Teatro Les Kurbas (Leópolis)
- B. N., objeto, II simposio Iekologіia-Z000 («Ecología-Z000»), Chas szbirati kamіnnia («Hora de recoger piedras»), almacenes subterráneos austriaco abandonados (Leópolis)
- Escenografía de la obra Ochіkuiuchi na Godo… («Esperando a Godo…») (2006), espacio artístico dirigido por Oleksiy Kravchuk, Teatro Les Kurbas (Leópolis)
- Posered Raiu na maidanі («En medio del paraíso en Maidan») (2006), espacio artístico dirigido por Volodymyr Kuchynskyi, Teatro Nacional Académico de Arte Dramático Iván Frankó (Kiev)
- MA – NA – HAT – TA (2006), dirigido por Volodymyr Kuchynskyi, Teatro Les Kurbas (Leópolis)
- Transformatsіia avangardu («Transformación de la vanguardia») (2007), performance, junto a Serhiy Savchenko y Yuriy Yaremchuk, Lublin (Polonia)
- reANIMATION, Galería de Arte de Leópolis
- Exposición Leópolis (Lvіv) (2007), proyecto Who is Lviv, Nueva Sinagoga (Berlín, Alemania)
- IDEA (2007), performance, IV Festival Europeo de Artes Escénicas (Varsovia, Polonia) y II Días de Arte Performance en Kiev
- Teplotrasa («Tubería aislada») (2007), objeto, VI Bienal de Textiles Experimentales Frenesí Textil (Leópolis)
- Amneszіia, abo Malenkі podruzhnі szlochini («Amnesia o pequeños delitos conyugales») (2008), espacio artístico de Eric-Emanuel Schmitt, director de escena Volodymyr Kuchynskyi, Teatro Les Kurbas (Leópolis)
- Dvі kvіtki kolioru іndigo («Dos flores color índigo») (2008), secuencia de video dirigida por Oleksandr Bіloszub, Teatro Nacional Académico de Arte Dramático Iván Frankó (Kiev)
- Comisario del proyecto Tizhden aktualnogo mistetstva en la Semana de Arte Contemporáneo de 2008 y 2009 (Leópolis)
- Iekoteatr («Ecoteatro») (2009), instalación, Festival Internacional OPEN CITY (Lublin, Polonia)
- Comisario del programa paralelo del Primer Festival Internacional de Arte Fort. Missia (2009) (Popovichi, distrito de Mostysky, óblast de Leópolis)
- Comisario de la trienal Ukrainian Cross-Section (2010)[5]
- Trienal de Arte Ucraniano Contemporáneo (2013, Lublin)[5]
- Flashback. Ukrainian Media Art of the 1990s (2018), Mystetskyi Arsenal (Kiev)[5]